# District d'Ayteke Bi
Le district d'Ayteke Bi (kazakh : Әйтеке би ауданы) est un district de l’oblys d'Aktioubé au Kazakhstan.  

## Géographie
Le centre administratif du district est la ville de Komsomol.

## Démographie
La population est de 25 716 habitants en 2013. 